# Трънково (област Стара Загора)
 За другото българско село с име Трънково вижте Трънково (Област Ямбол).  
Трънково е село в Южна България. То се намира в община Раднево, област Стара Загора.

## География
Селото се намира югоизточно от Стара Загора на 25 км и на запад от Раднево на 12 км. През селото протича река Тундарлийка, приток на река Съзлийка. В края на селото в източната част на река Тундарлийка е изграден язовир, в който се развъжда преди всичко шаран. В северната част на селото в широколистната гора е изградено модерно ловно стопанство. Отглеждат се фазани. Името на селото произлиза от турското наименование Чаллъмахале. За разлика от историята на много селища в региона с. Трънково не е създадено в резултат на турската колонизация, по което време са станали разселвания и заселвания на турците.

## История
Според „Записки по българските въстания“ на Захари Стоянов, тук е намерил съмишленици и Васил Левски по време на своите обиколки из България. Местното население участва в Старозагорско въстание от 1875 г. както и в борбите за национално Освобождение и Обединение на България. Част от използваните материали са взети от „Видрица“, от поп Минчо Кънчев. Предполага се, че селището е образувано по време на османската власт преди Освобождението. По стари предания това е било към 1650 година. Около 130 години преди Освобождението се е образувало малко селище с около 40-50 къщи и е било наричано с българското име Трънково.

## Културни и природни забележителности
- Читалище „Знание“ с хранилище от около 12 000 книги.
- Храм-паметник Св „Петка“ -1872 г.

## Редовни събития
Празникът на селото се състои на 28 август. в чест на Св. Дева Мария или Голяма Богородица (стар стил).

## Личности
- Никола Вълчев (1871-1903), български революционер от ВМОРО

Живко Динчев Желев-национален футболист

## Други
Населението на селото е с изцяло Източноправославно вероизповедание. В центъра на селото има модерни заведения които предлагат свободна безжична интернет връзка {WI-FI}. Ловците в селото са обединени в самостоятелно ловно сдружение „Сокол-Трънково“ с ловна площ 3000 ха.
1. ↑  www.grao.bg